# Libre antenne
Pour les articles homonymes, voir Libre Antenne.
 (juin 2016).
Si vous disposez d'ouvrages ou d'articles de référence ou si vous connaissez des sites web de qualité traitant du thème abordé ici, merci de compléter l'article en donnant les références utiles à sa vérifiabilité et en les liant à la section « Notes et références ».
La libre antenne est un type d'émission radiophonique qui commence en France à la fin des années 1970 avec les radios « pirates », puis dans les années 1980 avec les radios associatives. Ce genre à succès sera repris sur les antennes des stations de radio commerciales dans les années 1990.

## Description
La libre antenne consiste en une discussion entre l'auditeur et l'animateur de radio, sur un sujet qui lui tient à cœur. L'improvisation est de mise, et le nom vise à reprendre l'idée de liberté de ton sur les premières radios libres.[réf. souhaitée]
Les émissions où interviennent librement et en direct les auditeurs sont largement répandues dans les tranches horaires de soirée. Elles existent sur de nombreuses antennes, et l’expression directe porte souvent sur des questions de psychologie, des problèmes relationnels et affectifs, ou des questions d’actualité et où plusieurs auditeurs peuvent échanger ensemble à l'antenne guidés par l'animateur. Ce principe a fait le succès des émissions de nuit d’Europe 1 ou RTL. Sur certaines stations de radios associatives, l'accès a l'antenne peut être spécifique a un public plus restreint (familles de personnes incarcérées, sans-papiers).[réf. souhaitée]
Sur les radios destinés aux plus jeunes, les libres antennes peuvent être ponctuées de petites annonces et messages personnels, invitations aux soirées, etc. Le thème de la sexualité peut y être abordé sans tabou, et l'animateur n'hésite pas à faire de l'humour, ou être complice de farces parfois scabreuses entre auditeurs. Pour motiver les appels, des cadeaux peuvent être offerts à ceux qui passent à l'antenne.[réf. souhaitée]

## Historique en France
La première émission publique en France, dite de « libre antenne », est le fait de l'animateur Maurice, en 1991 sur la station Oüi FM. Suivie de Bonsoir la planète sur Skyrock par Malher.[réf. souhaitée]
La libre antenne sur Fun Radio est marquée par l'émission culte Lovin' Fun avec Difool et le Doc. Il s'agissait de la première émission radiophonique laissant la parole à l'auditeur, qui passait à l'antenne pour poser des questions liées à la sexualité. Fun Radio a ensuite multiplié les libres antennes, notamment avec la présence, entre 1994 et 2005, de Max, d'abord en duo avec Genie, puis, à partir de septembre 1996, en solo dans le Star System, du lundi au vendredi à partir de 22 h.[réf. souhaitée]
Les libres antennes de ces radios thématiques (Fun Radio, Skyrock, etc.) se démarquaient par leur liberté de ton, le côté sans tabou, et le caractère souvent improvisé des émissions. « Les Débats de Gérard », sorte de dérivé de libre antenne (un auditeur de l'émission de Max prenait la parole tous les jeudis du mois, à partir de minuit, pour mener un soi-disant débat, souvent prétexte à un foutoir radiophonique dont le principal but était de se moquer de Gérard) s'était auto-proclamé « L'émission la plus trash de la bande FM. »[réf. souhaitée]
Après Max, en janvier 2006, la libre antenne continue sur Fun Radio, de 21 h à minuit, du lundi au vendredi (puis jusqu'au jeudi uniquement), avec Sophie Gaillard, puis Le Talk avec Clément et, enfin, La libre antenne de Morgan avec Morgan, devenue depuis la mi-janvier 2010, La libre antenne de Karel quand Karel a remplacé Morgan.
En 2013, Lovin' Fun faisait son retour à l'antenne, suivi par #Mikl No Limit (2013-2015) puis Marion et Anne-So: Le Night Sow (2015-...).
Libre antenne ou Libre antenne de T-Miss était aussi une émission animée par T-Miss de septembre 2005 à juin 2009, du lundi au vendredi de 0 h à 4 h puis de 0 h à 3 h, sur NRJ. Le principe de libre antenne a existé dans la grille des programmes de NRJ, du lundi au vendredi, de 20 h ou 21 h à minuit et/ou de 0 h à 3 h avec, parfois également, le dimanche de 21 h à minuit, et cela, en fonction des années. Les émissions concernées sont, par exemple, Accord parental indispensable avec Maurad sur NRJ puis Europe 2, L’Émission sans Interdits (MIKL) avec MiKL, Le RéZo sur NRJ avec Walid, C'Cauet sur NRJ avec Cauet, Guillaume Radio 2.0 avec Guillaume Pley, #Mikl sur NRJ avec Michaël Espinho ou encore Le Rico Show avec Aymeric Bonnery.
La Radio libre est une émission de Skyrock diffusée depuis 1997 du lundi au vendredi de 21 h à minuit. Elle est animée par Difool ainsi que d'autres animateurs. Elle est également diffusée le dimanche aux mêmes horaires mais elle n'est pas en direct ; elle est, en effet, enregistrée le vendredi de minuit à 3 h.[réf. souhaitée]
La radio Le Mouv' proposait, jusqu'à 2008, une Libre antenne, du lundi au vendredi, animée par Les Filles du Mouv', le point de vue féminin rendant cette émission radicalement différente des autres. Elle est revenue en septembre 2010, assurée par Éric Lange, qui reprend le principe d’Allô la planète qu'il animait auparavant sur France Inter.[réf. souhaitée]
Europe 1 diffuse l'émission Libre antenne depuis 1999 et RTL diffuse l'émission Parlons-nous depuis 2018.
De 2022 à 2024, France Bleu diffusait une émission quotidienne de libre antenne « Les mots du soir », présentée par Johann Roques. À la suite de l'arrêt de l'émission par France Bleu, elle se poursuit de manière indépendante et hebdomadaire sous l'appellation « Juste avant la nuit » sur les plateformes en ligne telles que YouTube.

## Libre antenne sur internet
Une web radio participative existe sous le nom de « libreantenne.org » où les internautes peuvent participer, avec le logiciel libre Mumble ou le logiciel privateur Discord ; une ligne téléphonique retransmise en direct est également mise à disposition.
Une deuxième web radio participative existe également sous le nom « libre-antenne.com » sur le même concept que la première.